# Hansjörg Lips
Hansjörg Lips (10 aprile 1963) è un giocatore di curling svizzero.

## Biografia
Partecipò ai XV Giochi olimpici invernali edizione disputata a Calgary (Canada) nel 1988, riuscendo ad ottenere la seconda posizione nella squadra svizzera con i connazionali Mario Flückinger, Rico Simen, Stephan Luder e Peter Lips.
Nell'edizione la nazionale norvegese si classificò prima la canadese terza. La competizione ebbe lo status di sport dimostrativo